# Roque Barcia Ferraces de la Cueva
Roque Antonio de Jesús de Barcia Ferraces de la Cueva (Piñeiro[¿dónde?],Pontevedra, 31 de diciembre de 1776-Madrid, 1838) fue un político español.

## Biografía
Descendiente de una luenga estirpe hidalga de notarios gallegos con solar en Cora, era hijo de Nicolás Juan José Francisco de Barcia y Fernández de Ávila (1732-1816) y de Rosa Ferraces Pastor y Torrado y fue funcionario de la administración de rentas y aduanas. Se estableció en 1800 en Isla Cristina (Huelva), donde desde 1809 fue escribano público, y se casó con la natural del lugar Teresa Martí, habiendo de ella 6 hijos: Filomena, Joaquina, Nicolás, Hermenegilda, Amparo y el futuro famoso político y escritor republicano Roque Barcia Martí, nacido en esa localidad en 1821, si bien otros dicen que nació en Sevilla, donde en realidad fue bautizado. Liberal exaltado y vinculado a la Comunería, desarrolló durante el Trienio Liberal (1820-1823) una intensa actividad política en Madrid que, al parecer, le condujo al exilio portugués tras la restauración absolutista de 1823; finalmente, su compromiso político le llevó a instalarse definitivamente en la capital a partir de 1834 y allí falleció en 1838.
En una solicitud presentada a la alcaldía de La Redondela en 1829 se definía como comerciante de vinos. Durante el Trienio Constitucional (1820-1823) imprimió varios escritos; en uno, anticipándose a los criterios ecológicos, propugnaba la prohibición de las artes de pesca de arrastre no controladas e introducidas por catalanes y valencianos en las costas de Huelva. Asimismo proponía en otro a Ayamonte como capital de la provincia en lugar de Huelva.

## Obras
- Pequeña memoria de grandes desaciertos sobre la Pesca, Madrid: Imp. de Eusebio Álvarez, 1822. Hay ed. moderna: s.l., Roque Bárcia Ediciones, 2011.
- Memoria sobre el establecimiento de Capital de una nueva provincia en la Bética : como será mas rica la nueva Provincia, estableciendose su capital en Huelva, en Moguer, en Valverde del Camino ó en Ayamonte Madrid, 1822
- La patria, la patria devastada por su fidelidad, sufrimiento y heroísmo, observa cuidadosamente el origen del mayor de sus males, sus síntomas, sus infalibles correctivos, y propone a las Cortes y al Gobierno su cura radical razonada, y los medios para evitar mortales recaídas. 1835
- España manifiesta los males que la afectan, y propone los medios mas expeditos y eficaces para obtener su cura radical al Excmo. Sr. Presidente del Consejo de Ministros, Madrid, Of. de Julián Viana Razola, 1836.
- Las clases productoras agonizantes, manifiestan sus dolencias, a los que tienen la facultad y la sagrada obligación de curarlas radicalmente, Madrid, Imp. de D. Francisco Pascual, 1837.
- La superchería orgullosa y atrevida, o sea la almadraba concebida en pecado por don Juan Buigas, burlándose del poder, de las leyes y de los pueblos, Madrid, Imp. D. N. Sanchiz, 1838.